# (185554) Bikushev
(185554) Bikushev est un astéroïde de la ceinture principale.

## Description
(185554) Bikushev est un astéroïde de la ceinture principale. Il fut découvert le 7 janvier 2008 à l'Observatoire de Lulin par Ye Quan-Zhi. Il présente une orbite caractérisée par un demi-grand axe de 2,97 UA, une excentricité de 0,04 et une inclinaison de 9,5° par rapport à l'écliptique.

## Compléments